# Gary Eugene Payton
Gary Eugene Payton (Rock Island, Illinois, 1948. június 20.–) amerikai űrhajós, ezredes.

## Életpálya
1971-ben a Légierő Akadémiáján (USAF) szerzett űrhajózási technikából diplomát. 1972-ben a Purdue University keretében megvédte mérnöki diplomáját. 1976-1980 között Cape Canaveral Air Force Station (Florida) tesztpilóta. Több mint 1080 órát töltött a levegőben (repülő/űrrepülő), leginkább oktató (T–37 és T–38 repülőgépekkel.
1979 augusztusától a Lyndon B. Johnson Űrközpontban részesült űrhajóskiképzésben. Egy űrszolgálata alatt összesen 3 napot, 1 órát és 33 percet (73 óra) töltött a világűrben. Űrhajós pályafutását 1985 augusztusában fejezte be. 1995-2000 között a NASA központjában (Washington) a műszaki támogatásért volt felelős munkatárs. 2000-2002 között alelnöke az ORBIMAGE (Dulles) cégnek. 2002-2005 között a  Advanced Systems védelmi ügynökség (Washington) helyettes vezetője. 2005-től 2010-ig helyettes államtitkár a légierő űrprogramjainak biztosítása érdekében.

## Űrrepülések
STS–51–C, a Discovery űrrepülőgép 3. repülésének küldetésfelelőse. Egy katonai műholdat állítottak pályairányba. Egy űrszolgálata alatt összesen 3 napot, 1 órát, 33 percet és 23 másodpercet (73 óra) töltött a világűrben. 2 010 000 kilométert (1 250 000 mérföldet) repült, 49 kerülte meg a Földet.